# Giovanni Filoteo Achillini
Pour les articles homonymes, voir Achillini.
Giovanni Filoteo Achillini (Bologne, 1466 - Bologne, 13 août 1538) est un poète italien de la Renaissance, frère puîné d'Alessandro.

## Biographie
Né en 1466, à Bologne, Achillini était très-instruit dans les langues grecque et latine, en théologie, en philosophie, en musique, dans l’étude des antiquités, et dans la jurisprudence ; mais il cultiva de préférence la poésie. Il mourut à Bologne le 13 août 1538.

## Œuvres
Achillini publia, outre plusieurs autres ouvrages :
- un poème scientifique et moral, écrit en octaves, et intitulé Il Viridario, Bologne, 1513, in-4°, qui contenait l’éloge de plusieurs littérateurs ses contemporains.
- Il Fedele, autre poème aussi en octaves : ces deux poèmes sont devenus fort rares, parce qu’ils n’ont pas été réimprimés.
- Pour répondre aux reproches qu’on lui adressa sur les locutions dont ses vers étaient remplis, Achillini fit des remarques sur la langue italienne (Annotatiozioni della lingua vulgare, Bologna, 1536., in-8°), qui ne sont qu’une satire du toscan et un éloge du bolonais.
- On lui doit la publication d’un recueil de poésies sur la mort de Serafino dell’Aquila, intitulé : Colletanee greche, latine e vulgari, per diversi autori moderni nella morte dell’ardente Seraphino Aquilano, Bologna, 1504, in-8°.